# Onthophagus tonkineus
Onthophagus tonkineus là một loài bọ cánh cứng trong họ Bọ hung (Scarabaeidae).